# Zlatý glóbus za nejlepší mužský herecký výkon v minisérii nebo TV filmu
Zlatý glóbus za nejlepší mužský herecký výkon v minisérii nebo TV filmu je nejmladší kategorie v udělování cen. Poprvé byla udělena 30. ledna 1982 herci Mickey Rooneymu. 
Nejvíc cen (tři) získal James Garner a nejvíc nominací (sedm) James Woods (vyhrál pouze jednou). Za rok 1986 ocenila Asociace zahraničních novinářů v Hollywoodu (angl. Hollywood Foreign Press Association, zkratka HFPA) dva herce za stejný film. Ving Rhames vyhrál v lednu 1998, ceny se však vzdal ve prospěch Jacka Lemmona.
Následující seznam obsahuje jména vítězných herců a filmů, za které byli oceněni. Rok u jména znamená rok vzniku filmu; nikoliv rok, kdy se konal slavnostní ceremoniál. Má-li film český distribuční název, je uveden pod ním.

## Vítězové

### 1981–1990
- 1981: Mickey Rooney – Bill
- 1982: Anthony Andrews – Návrat na Brideshead
- 1983: Richard Chamberlain – Ptáci v trní
- 1984: Ted Danson – Something About Amelia
- 1985: Dustin Hoffman – Smrt obchodního cestujícího
- 1986: James Garner a James Woods – The Promise
- 1987: Randy Quaid – L.B.J.: První léta
- 1988: Michael Caine – Jack Rozparovač a Stacy Keach – Hemingway
- 1989: Robert Duvall – Osamělá holubice
- 1990: James Garner – Decoration Day

### 1991–2000
- 1991: Beau Bridges – Bez varování: Skutečný příběh Jamese Bradyho
- 1992: Robert Duvall – Stalin
- 1993: James Garner – Barbarians At the Gate
- 1994: Raul Julia – Amazonie v plamenech
- 1995: Gary Sinise – Prezident Truman
- 1996: Alan Rickman – Rasputin
- 1997: Ving Rhames – Don King: Jenom v Americe
- 1998: Stanley Tucci – Winchell
- 1999: Jack Lemmon – Kdo seje vítr
- 2000: Brian Dennehy – Smrt obchodního cestujícího

### 2001–2010
- 2001: James Franco – James Dean
- 2002: Albert Finney – Stahující se mračna
- 2003: Al Pacino – Andělé v Americe
- 2004: Geoffrey Rush – Život a smrt Petera Sellerse
- 2005: Jonathan Rhys Meyers – Elvisovy začátky
- 2006: Bill Nighy – Gideon's Daughter
- 2007: Jim Broadbent – Lord Longford
- 2008: Paul Giamatti – John Adams
- 2009: Kevin Bacon – Poslední cesta
- 2010: Al Pacino – Doktor Smrt

### 2011–2020
- 2011: Idris Elba – Luther
- 2012: Kevin Costner – Hatfields & McCoys
- 2013: Michael Douglas – Liberace!
- 2014: Billy Bob Thornton – Fargo
- 2015: Oscar Isaac – Najděte mi hrdinu
- 2016: Tom Hiddleston – Noční recepční
- 2017: Ewan McGregor – Fargo
- 2018: Darren Criss – The Assassination of Gianni Versace: American Crime Story
- 2019: Russell Crowe – Nejsilnější hlas
- 2020: Mark Ruffalo – Bludné kruhy

### 2021–2030
- 2021: Michael Keaton – Absťák
- 2022: Evan Peters – Monstrum: Příběh Jeffreyho Dahmera
- 2023: Steven Yeun – Ve při
- 2024: Colin Farrell – Tučňák